# Hienadzij Maroz
Hienadzij Wiktarawicz Maroz, biał. Генадзій Віктаравіч Мароз, ros. Геннадий Викторович Мороз (ur. 27 maja 1978) – białoruski lekkoatleta specjalizujący się w skoku wzwyż, uczestnik letnich igrzysk olimpijskich w Atenach (2004).

## Sukcesy sportowe
- mistrz Białousi w skoku wzwyż – 2004[1]
- halowy mistrz Białorusi w skoku wzwyż – 2006

| Rok  | Miasto     | Zawody                      | Konkurencja | Wynik         |
| ---- | ---------- | --------------------------- | ----------- | ------------- |
| 1997 | Lublana    | mistrzostwa Europy juniorów | skok wzwyż  | złoty medal   |
| 2001 | Pekin      | letnia uniwersjada          | skok wzwyż  | srebrny medal |
| 2002 | Wiedeń     | halowe mistrzostwa Europy   | skok wzwyż  | 7. miejsce    |
| 2003 | Birmingham | halowe mistrzostwa świata   | skok wzwyż  | brązowy medal |
| 2004 | Budapeszt  | halowe mistrzostwa świata   | skok wzwyż  | 6. miejsce    |
| 2004 | Ateny      | letnie igrzyska olimpijskie | skok wzwyż  | 13. miejsce   |
| 2005 | Izmir      | letnia uniwersjada          | skok wzwyż  | srebrny medal |

## Rekordy życiowe
- skok wzwyż – 2,33 – Brześć 22/07/2001
- skok wzwyż (hala) – 2,30 – Brno 06/02/2002